# D'StoreMix
D'StoreMix var er radioprogram på DR P3 grundlagt og præsenteret af Thomas Madvig og Kristian Pedersen (Krede). Programmet blev sendt lørdag aften fra kl. 19 til 24.
Programmet fokuserede på elektronisk musik og kulturen omkring. Faste gæsteværter inkluderede: DJ Noize, DJ Typhoon, DJ Power, DJ Daniel, DJ Lab, Lasse Lovelace, Kenneth Bager, Kjeld Tolstrup, Rune RK m.fl.
D'StoreMix sendtes første gang i oktober 1999 og sendte sin sidste sin udsendelse lørdag d. 25. februar 2006, direkte fra natklubben Vega i København.

## Arrangementer
D'StoreMix åbnede, for første gang i historien, det legendariske Radiohus på Rosenørns Allé for sit publikum med festerne ..at the radioHOUSE. Der blev afholdt i alt 5 arrangementer. Optrædende inkluderede: Isolée, Ricardo Villalobos, Crazy Penis, Jimpster, Dj Rasoul, CraneAK, Chris Coco, Ewan Pearson, The Prunes, Justin Harris, Decomposed Subsonic, Hird m.fl.
Roskilde Festival og D'StoreMix samarbejde flere år om festivalens chill-out telt.
D'StoreMix sendte jævnligt sine udsendelser fra musikfestivaler og lignende rundt om på kloden. Særligt Miami Winter Music Conference og Ibiza.
I programmets eftermæle blev det forsøgt at etablere den elektroniske festival "Public Service".

## Musikudgivelser baseret på programmet
- D'StoreMix:et omtalt på discogs.com
- D'StoreMix:to omtalt på discogs.com

## Eksterne links
- D'StoreMix intv. Politiken
- Soundvenue besøger D'StoreMix Arkiveret 2. maj 2014 hos  Wayback Machine
- Gaffa besøger D'StoreMix
- Anmeldelse: Arkiveret 2. maj 2014 hos  Wayback Machine
- Lyt til D'StoreMix:et
- Det Sidste Mix Arkiveret 2. maj 2014 hos  Wayback Machine
- D'StoreMix præsenterer Public Service (Webside ikke længere tilgængelig)